# Lužná (kraj zliński)
Lužná – gmina w Czechach, w powiecie Vsetín, w kraju zlińskim. Według danych z dnia 1 stycznia 2012 liczyła 608 mieszkańców.

## Galeria

Dawne zabudowania - skansen Valašské muzeum v přírodě
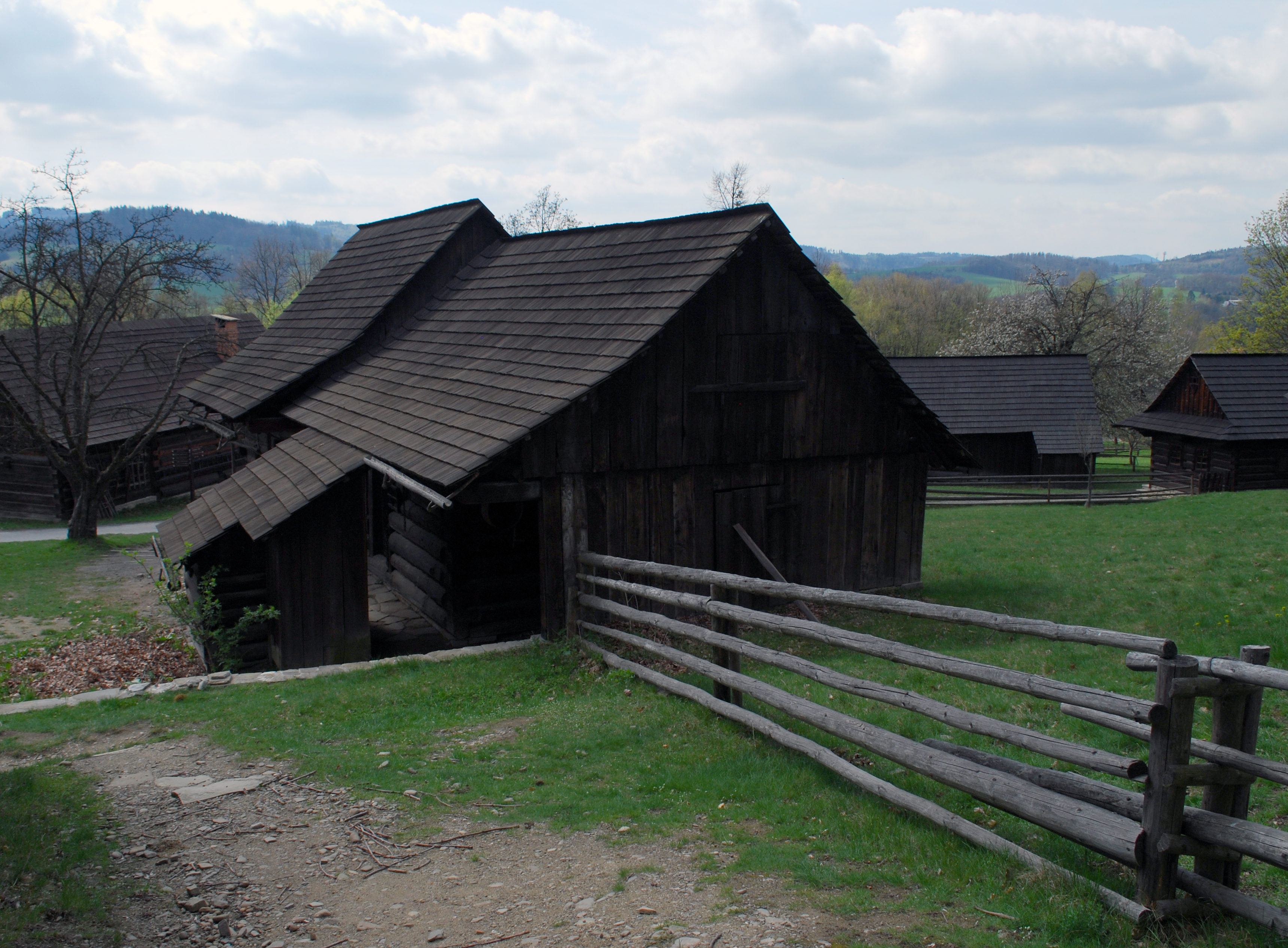
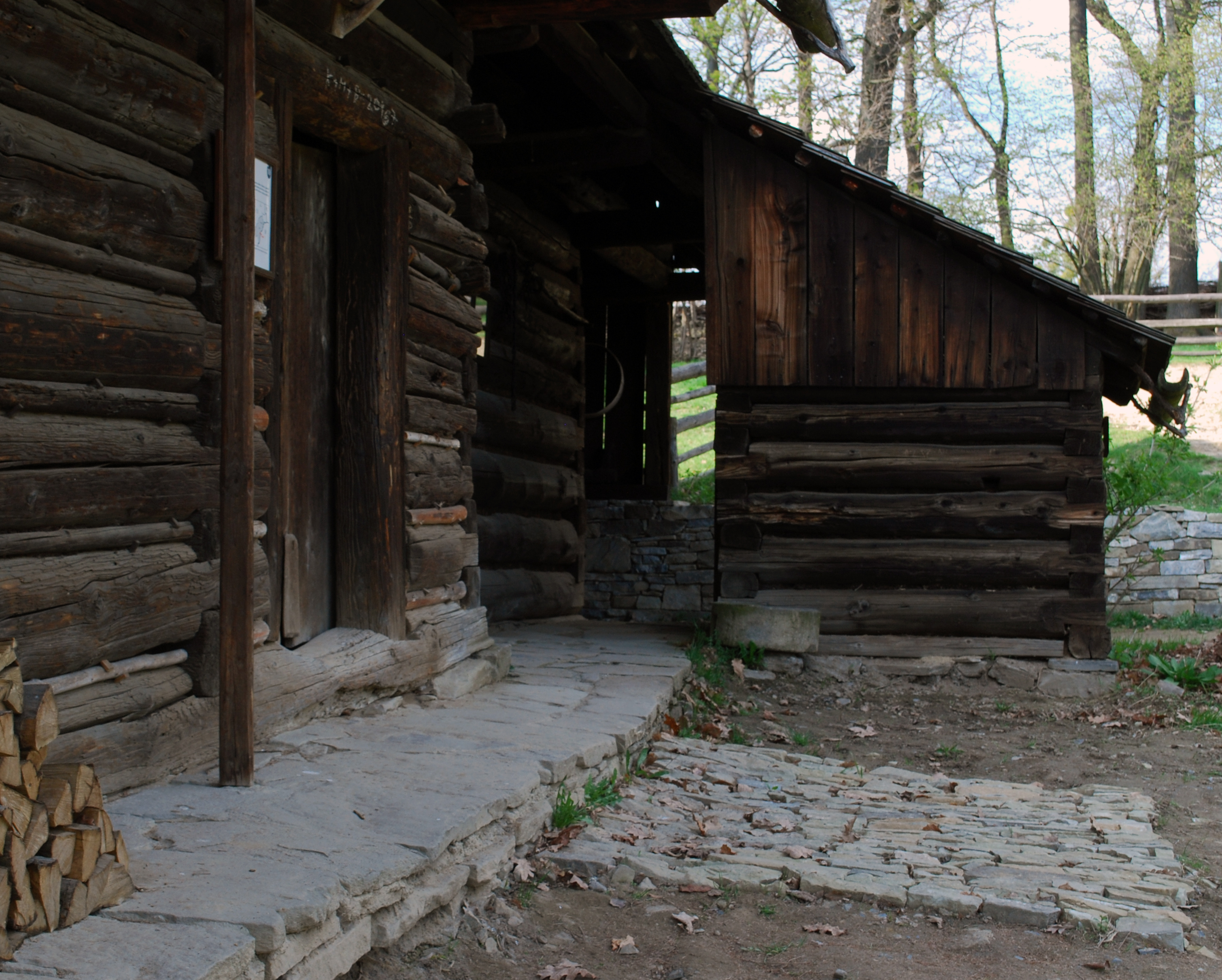
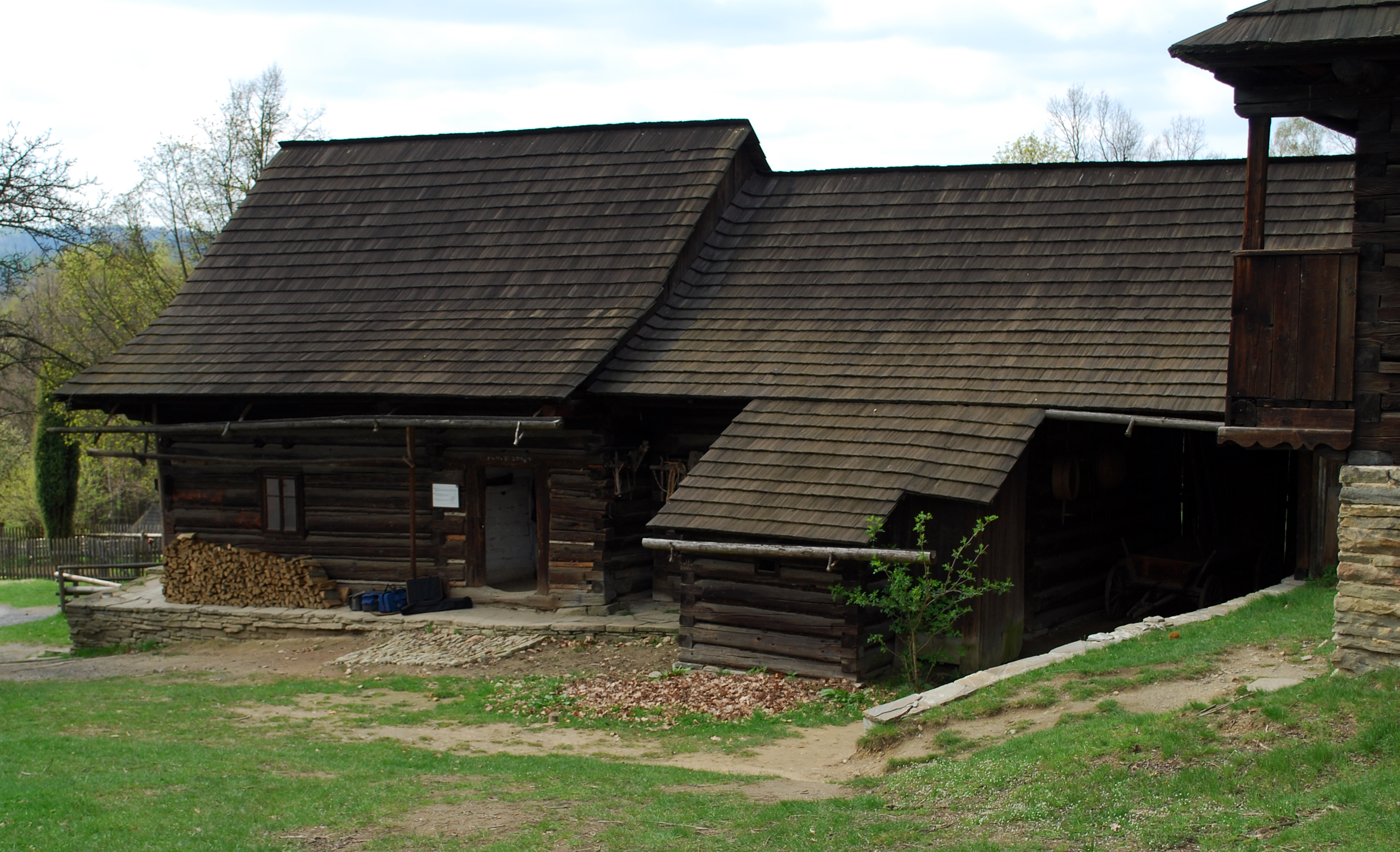
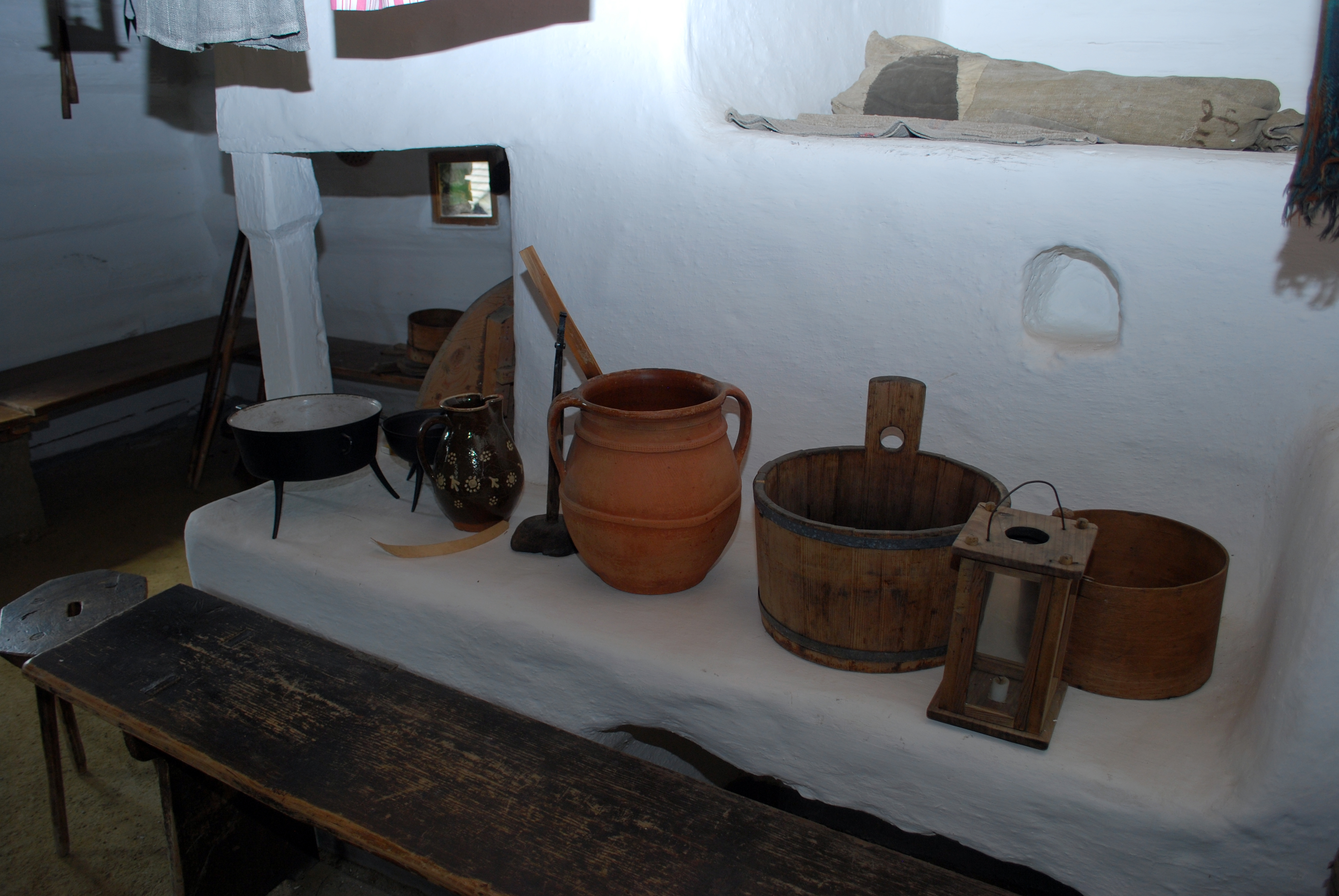
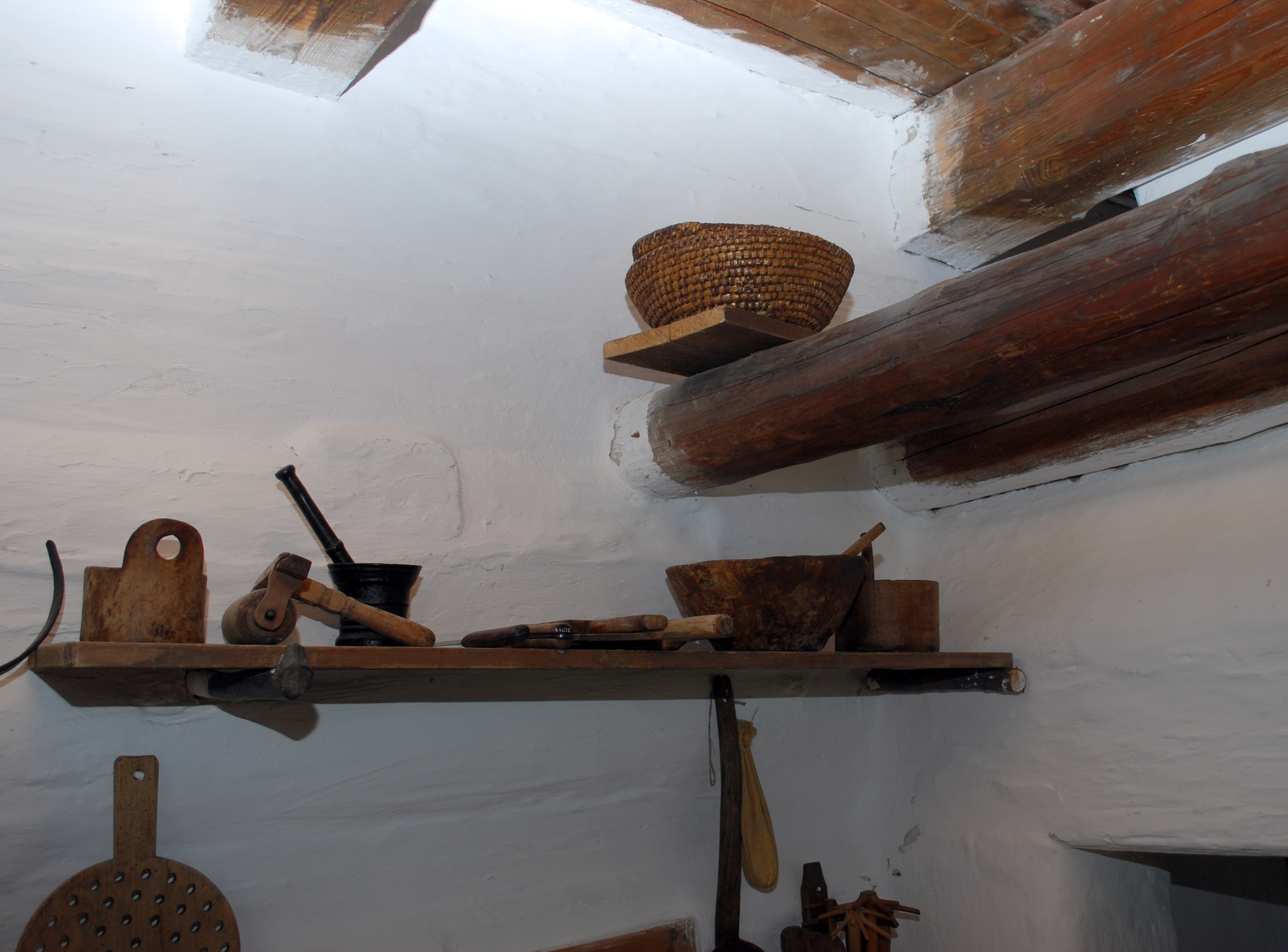
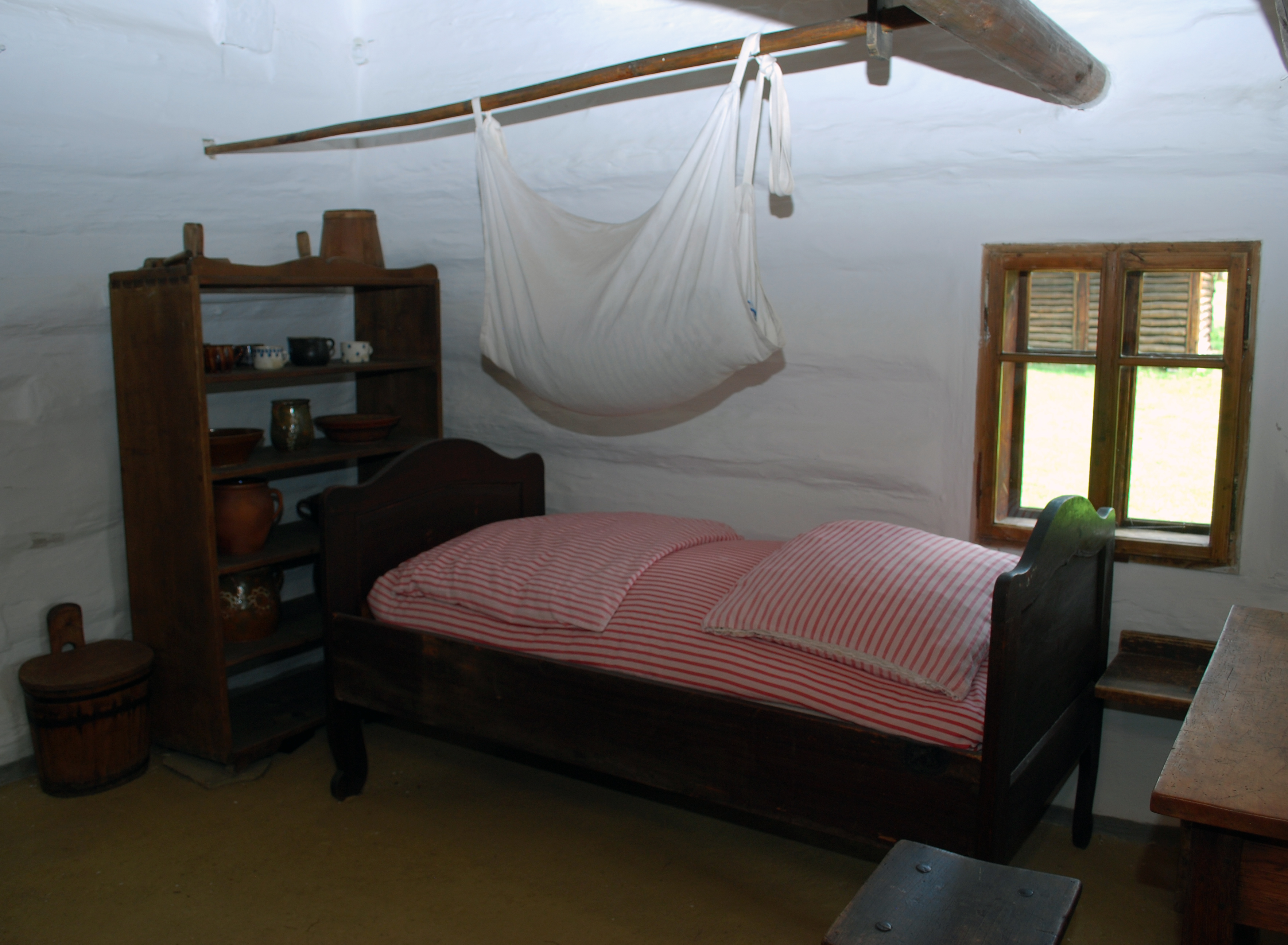